# Elsa Punset
Elsa Punset Bannel (Londres, 1964) es una escritora española.

## Biografía
Nació en Londres, durante los años 60. Es hija del divulgador científico Eduardo Punset y hermana de la política Carolina Punset. Se crio en Haití, Estados Unidos y Madrid. Es licenciada en Filosofía y Letras por la Universidad de Oxford y tiene un máster en Humanidades. Tiene también un máster de Periodismo por la Universidad Autónoma de Madrid y un máster en Educación Secundaria por la UCJC. Tiene dos hijas.
Elsa es autora de los libros Inocencia radical, Brújula para navegantes emocionales y Una mochila para el universo (21 rutas para vivir nuestras emociones). Una mochila para el Universo ha sido, desde su edición, un bestseller con más de 150 000 ejemplares y 14 ediciones en Japón, México, Italia, Turquía, Grecia entre otros. En noviembre de 2012 de publicó la fábula El León Jardinero. En marzo de 2015 ha publicado " El libro de las Pequeñas Revoluciones" que ha encabezado durante varios meses las listas de éxitos en no ficción. Se encuentra actualmente en su séptima edición.
En octubre de 2015 inició la publicación de la colección de cuentos ilustrados " Los Atrevidos", dirigidas a un público infantil , con unos personajes que, con sus aventuras,  ayudan a los niños a entender sus emociones. Hasta octubre de 2016 se han editado ya 6 títulos, sobre el miedo, la tristeza, la alegría y la autoestima entre otros.
Dirige también el Laboratorio de Aprendizaje Social y Emocional , desde el que impulsa talleres y proyectos relacionados con la inteligencia emocional para adultos y niños.
Desde agosto de 2010 y durante dos temporadas, fue colaboradora semanal en el programa de televisión El hormiguero. En octubre de 2012 se incorporó al programa Redes, emitido semanalmente en La 2 y en el Canal Internacional de TVE, donde dirigió y presentó la sección La Mirada de Elsa, dedicada al desarrollo personal. Redes se dejó de emitir en enero de 2014, pero Elsa Punset continuó colaborando con la televisión pública española en el programa Para todos la 2 con la sección El mundo en tus manos hasta que en junio de 2015 el programa se canceló.